# Bátaszék
Bátaszék – miasto na Węgrzech, w komitacie Tolna w powiecie Szekszárd. Liczy 6466 mieszkańców (styczeń 2011).

## Miasta partnerskie
- Besigheim
- Ditrău
- Tekovské Lužany